# Energía de deformación
La energía elástica de deformación es el aumento de energía interna acumulada en el interior de un sólido deformable como resultado del trabajo realizado por las fuerzas que provocan la deformación.

## Energía de deformación reversible e irreversible
Cuando un sólido se deforma, en parte aumenta su energía interna, este aumento de energía puede ocasionar cambios termodinámicos reversibles y/o cambios termodinámicos irreversibles. Por tanto la energía de deformación admite la siguiente descomposición:

{\displaystyle E_{def}=E_{rev}+E_{irrev}\,}

Donde el primer sumando es la energía invertida en provocar sólo transformaciones reversibles comúnmente llamada energía potencial elástica. El segundo sumando representa la energía invertida en diversos procesos irreversibles como: plastificar, fisurar o romper, etc. el sólido.
En el caso general de un sólido isótropo elástico, durante un proceso de deformación reversible a temperatura constante, los incrementos de energía potencial elástica w, de energía interna u y de energía libre de Helmholtz f = u + Ts por unidad de volumen son iguales:

{\displaystyle \Delta W=\Delta U=\Delta F\,}

De hecho la energía libre de Helmholtz f por unidad de volumen está relacionada con las componentes εij del tensor deformación mediante la siguiente relación:

{\displaystyle f(\epsilon _{ij})={\frac {\partial F}{\partial V}}=\lambda \left(\sum _{i=1}^{3}\epsilon _{ii}\right)^{2}+2\mu \sum _{i=1}^{3}\sum _{j=1}^{3}\epsilon _{ij}^{2}}

Y la conexión entre tensiones y deformaciones viene dada por relaciones termodinámicas, en concreto, si derivamos la energía libre de Helmholtz respecto a las componentes de deformación, llegamos a las ecuaciones de Hooke-Lamé en función de los coeficientes de Lamé:

{\displaystyle \sigma _{ij}=\left({\frac {\partial f}{\partial \epsilon _{ij}}}\right)_{s}=\sigma _{ij}={\frac {E}{1+\nu }}\left[\epsilon _{ij}+{\frac {\nu \epsilon _{V}\delta _{ij}}{1-2\nu }}\right]\qquad \epsilon _{V}:=\epsilon _{xx}+\epsilon _{yy}+\epsilon _{zz}}

## Energía potencial elástica
La energía de deformación Edef o energía potencial elástica para un sólido deformable viene dada por el producto las componentes del tensor tensión y tensor deformación. Si además la deformación ocurre dentro del límite elástico, la energía de deformación viene dada por:

{\displaystyle {\begin{cases}E_{def}={\cfrac {1}{2}}\int _{V}\sum _{i,j}\sigma _{ij}\epsilon _{ij}dV\\E_{def}=\int _{V}{\cfrac {\sigma _{xx}^{2}+\sigma _{yy}^{2}+\sigma _{zz}^{2}-2\nu (\sigma _{xx}\sigma _{yy}+\sigma _{yy}\sigma _{zz}+\sigma _{zz}\sigma _{xx})}{2E}}+{\cfrac {\tau _{xy}^{2}+\tau _{yz}^{2}+\tau _{zx}^{2}}{2G}}dV\end{cases}}}

Donde:
{\displaystyle \{\sigma _{ij}\}=\{\sigma _{xx},\sigma _{yy},\sigma _{zz},\tau _{xy},\tau _{yz},\tau _{zx}\}\,}, son las componentes del tensor tensión.
{\displaystyle E,G\,}, son respectivamente los módulos de elasticidad longitudinal y transversal.

### Descomposición de la energía elástica
La energía de deformación se puede descomponer además en una energía de deformación volumétrica o trabajo invertido en comprimir o expandir una determinada porción del sólido y energía de distorsión o trabajo invertido en cambiar la forma del cuerpo (sin alterar el volumen):

{\displaystyle E_{def}=E_{def,V}+E_{def,dist}\,}

Donde cada uno de los sumandos viene dado por:

{\displaystyle {\begin{cases}E_{def,V}=\int _{V}{\frac {3}{2}}{\frac {1-2\nu }{E}}(\sigma _{xx}+\sigma _{yy}+\sigma _{zz})^{2}dV=+\int _{V}{\frac {(\sigma _{xx}+\sigma _{yy}+\sigma _{zz})^{2}}{2K}}dV\\E_{def,dist}=E_{def}-E_{def,V}=\int _{V}{\frac {1}{6G}}\left[\sigma _{1}^{2}+\sigma _{2}^{2}+\sigma _{3}^{2}-(\sigma _{1}\sigma _{2}+\sigma _{2}\sigma _{3}+\sigma _{3}\sigma _{1})\right]dV\end{cases}}}

Donde hemos hecho intervenir el módulo de compresibilidad K, que es la constante elástica que da cuenta de los cambios del volumen de un cuerpo bajo presión uniforme. Y hemos reexpresado la energía de distorsión en términos de las tres tensiones principales.

### Función densidad de energía de deformación
En un material o modelo hiperelástico la relación entre tensiones y deformaciones es derivable a partir de una función potencial que es una función de las componentes del tensor de deformación. Es más dicha función refleja directamente el tipo de simetría u anisotropía que presenta un material, así el grupo de simetría del material coincide con el conjunto de transformaciones de simetría que dejan invariantes la función densidad de energía de deformación. La relación básica entre el tensor de tensiones y el tensor de deformaciones vía la función densidad energía de deformación es:

{\displaystyle \mathbf {T} _{C}=2{\frac {\partial W_{e}}{\partial \mathbf {C} }},\qquad \sigma _{ij}=2{\frac {\partial W_{e}}{\partial C_{ij}}}}

## Energía de deformación elástica en vigas y pilares
Cuando un prisma mecánico como una viga o un pilar se encuentra sometido a un esfuerzo normal, de torsión, de flexión se producen tensiones y deformaciones relacionadas por la ley de Hooke. 
Existen métodos de cálculo de estructuras, en que al ocurrir una deformación, se efectúa un trabajo (similar a un resorte), por lo que es posible realizar el cálculo de deformaciones, con base al trabajo realizado por la deformación. A este método se le conoce como método energético.
Si se usa un sistema de coordenadas en que el eje baricéntrico de la barra coincide con el eje X y los ejes Y y Z con las direcciones principales de inercia de la sección, la energía de deformación por unidad de volumen de una barra recta (viga o pilar) sometida a extensión, torsión, flexión y cortante, viene dada por:

{\displaystyle e_{def}=e_{ext}+e_{flex}+e_{tor}+e_{fl-tr}\,}

Donde {\displaystyle e_{ext},e_{flex},e_{tor}\,} son las energías debidas únicamente a la extensión, la flexión impura y la torsión tomadas aisladamente. El término {\displaystyle e_{fl-tr}\;} aparece sólo en piezas asimétricas donde el centro de cortante no coincide con el centro de gravedad. Las expresiones de estos términos de la energía de deformación cuando existen simultáneamente flexión y torsión son:

{\displaystyle e_{ext}={\frac {1}{2}}EA\left({\frac {du_{x}}{dx}}\right)^{2}}
{\displaystyle e_{flex}={\frac {1}{2}}\left[EI_{y}\left({\frac {d\theta _{y}}{dx}}\right)^{2}+EI_{z}\left({\frac {d\theta _{z}}{dx}}\right)^{2}+GA\left({\frac {du_{z}}{dx}}+\theta _{y}\right)^{2}+GA\left({\frac {du_{y}}{dx}}-\theta _{z}\right)^{2}\right]}
{\displaystyle e_{tor}={\frac {1}{2}}\left[GJ\left({\frac {d\theta _{x}}{dx}}\right)^{2}+{\frac {\kappa }{1-\kappa }}GJ\left({\frac {d\theta _{x}}{dx}}-\varphi \right)^{2}+EI_{\omega }\left({\frac {d\varphi }{dx}}\right)^{2}\right]}
{\displaystyle e_{fl-tr}=GA\left[z_{C}\left({\frac {du_{y}}{dx}}-\theta _{z}\right)-y_{C}\left({\frac {du_{z}}{dx}}+\theta _{y}\right)\right]\left({\frac {d\theta _{x}}{dx}}-\varphi \right)}

Donde:
{\displaystyle \mathbf {u} =(u_{x},u_{y},u_{z})} es el vector de desplazamientos de los puntos del eje de la pieza.
{\displaystyle \theta _{x},\theta _{y},\theta _{z};\varphi } son los giros de los puntos de eje de la pieza, alrededor de los tres ejes y el giro de alabeo.
{\displaystyle A,I_{y},I_{z},J,I_{\omega }\,} son las características geométricas de la sección: el área transversal, el momento de inercia en Y, el momento de inercia en Z, el momento de torsión y el momento de alabeo, además {\displaystyle \kappa =1-J/(I_{y}+I_{z})\,} es un parámetro a dimensional relacionado con los anteriores (ver prisma mecánico).
{\displaystyle (y_{C},z_{C})\,}, son las coordenadas del centro de cortante.

Como puede verse para piezas con dos planos de simetría el término de acoplamiento flexión-torsión se anula y la energía de deformación es simplemente la suma de las energías de deformación asociadas a la extensión, flexión y torsión.
A continuación desarrollamos los casos particulares de esta fórmula substituyendo las derivadas de los desplazamientos en función de los esfuerzos internos.

### Energía de deformación bajo esfuerzo axial
Si una barra o prisma mecánico de longitud L, área transversal A y compuesto de un material con módulo de Young E, se encuentra sujeto a una carga axial siendo el esfuerzo normal o axial N y se tienen en cuenta las relaciones entre tensión normal σ = N/A se obtiene:

{\displaystyle E_{def}=\int _{V}e_{ext}\ \mathrm {d} x\mathrm {d} y\mathrm {d} z=\int _{V}{\frac {\sigma ^{2}}{2E}}\ \mathrm {d} x\mathrm {d} y\mathrm {d} z=\int _{0}^{L}{\frac {N^{2}}{2EA}}\ \mathrm {d} x}

Si el elemento tiene un área transversal y una carga axial constantes:

{\displaystyle E_{def}={\frac {N^{2}L}{2AE}}}

### Energía de deformación bajo esfuerzo cortante
De forma semejante se obtiene la energía de deformación por esfuerzo cortante:

{\displaystyle E_{def}=\int _{V}{\frac {\tau \gamma }{2}}\,\mathrm {d} V=\int _{V}{\frac {\tau ^{2}}{2G}}\,\mathrm {d} V}

### Energía de deformación bajo flexión pura
Si el elemento se encuentra bajo un momento flector, el esfuerzo normal viene dado por:

{\displaystyle \sigma =-{\frac {M_{z}(x)}{I_{z}}}y}

Tomando el elemento diferencial de volumen como {\displaystyle \mathrm {d} V=A\mathrm {d} x\,} y teniendo en cuenta que {\displaystyle I_{z}=\int _{A}y^{2}\,\mathrm {d} A}, entonces la energía viene dada por la expresión:

{\displaystyle E_{def}=\iiint _{V}{\frac {\sigma ^{2}}{2E}}A\mathrm {d} x=\int _{L}{\frac {M_{z}^{2}}{2EI_{z}^{2}}}\left(\iint _{A}y^{2}\mathrm {d} y\mathrm {d} z\right)\mathrm {d} x=\int _{0}^{L}{\frac {M_{z}^{2}}{2EI_{z}}}\,\mathrm {d} x}

Para evaluarla primeramente es necesario calcular el momento flector a lo largo del eje de la pieza. Cuando actúan dos momentos en lugar de uno en direcciones perpendiculares, situación que se llama flexión esviada se tiene análogamente:

{\displaystyle \sigma =-{\frac {M_{z}(x)}{I_{z}}}y+{\frac {M_{y}(x)}{I_{y}}}z,\qquad E_{def}=\int _{0}^{L}{\frac {M_{z}^{2}}{2EI_{z}}}+{\frac {M_{y}^{2}}{2EI_{y}}}\,\mathrm {d} x}

## Aplicaciones
Frente a este tipo de energía y sobre lo que nos cuentan hay que tener en cuenta que un ejemplo o aplicación en el que evidenciamos la energía de deformación está presente en nuestra vida diaria ya que todos utilizamos ya sea una vez al día como muchas más los resortes ya sea en objetos como esferos, pinzas y demás elementos con resortes ya sean de compresión u otros.
- Datos: Q891408